# Vicent Sanchis Savall
|  | Per a altres significats, vegeu «Vicent Sanchis i Llàcer». |

Vicent Sanchis Savall (Oliva, la Safor, 19 de setembre de 1948) és un ex-jugador professional de pilota valenciana en la modalitat de raspall, en què ocupava la posició de mitger. Format al trinquet d'Oliva, va debutar el 1968 al de Vilallonga. Els aficionats recorden especialment la partida que jugà el 1973 al Trinquet El Zurdo de Gandia amb Malonda II contra la millor parella del moment, Pellicer i Roget del Grau. En total, ha jugat com a professional durant 25 anys, i compta amb el rècord de partides a la Catedral del Raspall (El Zurdo de Gandia). A més, ha estat el mitger que més partides de raspall ha disputat.